# Detrás del muro
Detrás del Muro  es un programa de televisión chileno humorístico, (una continuación de Morandé con compañía) emitido por Chilevisión y producido por el mismo canal, cuyo presentador principal es Kike Morandé. Su fecha de estreno fue el 16 de enero de 2025, se emite todos los jueves a las 22:30 hrs.

#### Detrás del Muro El Podcast
Detrás del Muro El Podcast es un programa  derivado de "Detrás del Muro" el cual se transmite cada jueves a las 13:00 HRS en las plataformas digitales de Chilevision, con una duración de 1 hora (en promedio),  los que conducen el podcast son Beto Espinoza, Maria Jose Quiroz y Kurt Carrera. 

## Elenco del programa
El elenco para el programa está conformado por:

#### Conductor
- Kike Morandé

#### Humoristas[9][10][11]
- Beto Espinoza
- Kurt Carrera
- Pato Fuentes
- Christian Henríquez
- Paola Troncoso
- María José Quiroz
- Toto Acuña
- Belén Mora
- Sandra Donoso
- Jiacheng Luo ("Chin Chin") (Algunos capítulos)
- Daniel Ponce ("El Poeta") (Algunos capítulos)
- Gustavo Becerra
- Julio Jung Duvauchelle
- Scarleth Ahumada
- Miguelito (Fue parte del elenco hasta el sexto capítulo y de vuelta para el capítulo 21 hasta septiembre )
- Jean Wild ("Chetume") (Algunos capítulos)
- Paty Cofre (Puesta como elenco por su variada participación y ya no ser anunciada como invitada solo como elenco)

#### Invitados especiales:
Habrán invitados por semana
- Julio César Rodríguez, Paty Cofré y Willy Sabor (Como Público)
- Jorge Alís, Diana Bolocco y Miguelito (Primer regreso desde el capítulo 2 al 6)
- Gonzalo Cáceres y José Miguel Viñuela
- Marcianeke y Marlen Olivari
- Paty Cofré y Aldo Schiappacasse
- Bombo Fica, Naya Fácil, El poeta y Willy Sabor
- Leo Rey
- Paty Cofre y Carolina de Morás
- Paty Cofre, Alvaro Salas y Jaime Figueroa
- Vanesa Borghi, Cristian Riquelme y Cris MJ (Este último no pudo ir por problema personal)
- Vanesa Borghi y Willy Sabor
- Pablo Herrera
- Paty Cofre y Américo
- Paty Cofre y Eduardo de la Iglesia
- José Alfredo Fuentes y Belen Mora (Regreso después de su parto)
- Julián Elfenbein
- Claudio Palma
- María José Campos (La Porotito Verde)
- Andrea Aristegui
- Sebastián Jiménez
- Stefan Kramer y Miguelito (Segundo regreso desde Junio a Septiembre)
- Pamela Jiles y Alejandra Fosalba
- Mauricio Flores  Nicolás Solabarrieta y Gigi Martin
- Allison Göhler
- Josefina Velasco y Magdalena Max Neef
- Juan Pablo Lopez
- Pablo Ruiz
- Leo Caprile
- Gigi Martin, Natalia Cuevas y Natalino
- Sergi Arola y Felipe Parra

Cada capítulo tendrá uno o más invitados estelares, aun se espera que hayan mas invitados.

## Capítulos
| Temporada | Temporada | Episodios | Episodios | Emisión original    | Emisión original |
| Temporada | Temporada | Episodios | Episodios | Primera emisión     | Última emisión   |
| --------- | --------- | --------- | --------- | ------------------- | ---------------- |
|           | 1         | 29        | 29        | 16 de enero de 2025 | —                |

### Temporada 1
| Nº en programa | Nº en temporada | Presentador  | Humoristas | Invitados                                                               | Rating | Rating    | Rating   | Rating    | Rating   | Horario      |
| Nº en programa | Nº en temporada | Presentador  | Humoristas | Invitados                                                               | Peak   | Peak      | Promedio | Promedio  | Posición | Horario      |
| Nº en programa | Nº en temporada | Presentador  | Humoristas | Invitados                                                               | Puntos | Personas* | Puntos   | Personas* | Posición | Horario      |
| -------------- | --------------- | ------------ | --- | ----------------------------------------------------------------------- | ------ | --------- | -------- | --------- | -------- | ------------ |
| 1              | 1               | Kike Morandé | Ver lista 1. Humberto "Beto" Espinoza 2. Kurt Carrera 3. Patricio "Pato" Fuentes 4. Christian Henríquez 5. Paola Troncoso 6. María José Quiroz 7. Francisco "Toto" Acuña 8. Belén Mora 9. Sandra Donoso 10. Gustavo Becerra 11. Julio Jung Duvauchelle 12. Scarleth Ahumada                                 | Ver lista 1. Julio César Rodríguez 2. Paty Cofré 3. Willy Sabor         | 14.9   | 1,197,155 | 12.5     | 1,004,325 | 1°       | 22:40 - 0:03 |
| 2              | 2               | Kike Morandé | Ver lista 1. Humberto "Beto" Espinoza 2. Kurt Carrera 3. Patricio "Pato" Fuentes 4. Christian Henríquez 5. Paola Troncoso 6. María José Quiroz 7. Francisco "Toto" Acuña 8. Belén Mora 9. Sandra Donoso 10. Gustavo Becerra 11. Julio Jung Duvauchelle 12. Scarleth Ahumada                                 | Ver lista 1. Diana Bolocco 2. Hans "Miguelito" Malpartida 3. Jorge Alís | 12.3   | 988,256   | 8.9      | 715,079   | 2°       | 22:41 - 0:53 |
| 3              | 3               | Kike Morandé | Ver lista 1. Humberto "Beto" Espinoza 2. Kurt Carrera 3. Patricio "Pato" Fuentes 4. Christian Henríquez 5. Paola Troncoso 6. María José Quiroz 7. Francisco "Toto" Acuña 8. Belén Mora 9. Sandra Donoso 10. Gustavo Becerra 11. Julio Jung Duvauchelle 12. Scarleth Ahumada 13. Hans "Miguelito" Malpartida | Ver lista 1. Gonzalo Cáceres 2. José Miguel Viñuela                     |        |           | 7.6      | 610,630   | 3°       | 22:41 - 0:51 |
| 4              | 4               | Kike Morandé | Ver lista 1. Humberto "Beto" Espinoza 2. Kurt Carrera 3. Patricio "Pato" Fuentes 4. Christian Henríquez 5. Paola Troncoso 6. María José Quiroz 7. Francisco "Toto" Acuña 8. Belén Mora 9. Sandra Donoso 10. Gustavo Becerra 11. Julio Jung Duvauchelle 12. Scarleth Ahumada 13. Hans "Miguelito" Malpartida | Ver lista 1. Marlen Olivari 2. Marcianeke                               | 11     | 883,806   | 8.6      | 690,976   | 2°       | 22:42 - 0:50 |
| 5              | 5               | Kike Morandé | Ver lista 1. Humberto "Beto" Espinoza 2. Kurt Carrera 3. Patricio "Pato" Fuentes 4. Christian Henríquez 5. Paola Troncoso 6. María José Quiroz 7. Francisco "Toto" Acuña 8. Belén Mora 9. Sandra Donoso 10. Gustavo Becerra 11. Julio Jung Duvauchelle 12. Scarleth Ahumada 13. Hans "Miguelito" Malpartida | Ver lista 1. Paty Cofré 2. Aldo Schiappacasse                           | 11.7   | 940,048   | 8.7      | 699,010   | 2º       | 22:41 - 0:48 |
| 6              | 6               | Kike Morandé | Ver lista 1. Humberto "Beto" Espinoza 2. Kurt Carrera 3. Patricio "Pato" Fuentes 4. Christian Henríquez 5. Paola Troncoso 6. María José Quiroz 7. Francisco "Toto" Acuña 8. Sandra Donoso 9. Gustavo Becerra 10. Julio Jung Duvauchelle 11. Scarleth Ahumada 12. Hans "Miguelito" Malpartida                | Ver lista 1. Bombo Fica 2. "Naya Fácil"                                 | 14     | 1,124,844 | 11.1     | 891,841   | 1°       | 22:42 - 0:48 |
| 7              | 7               | Kike Morandé | Ver lista 1. Humberto "Beto" Espinoza 2. Kurt Carrera 3. Patricio "Pato" Fuentes 4. Christian Henríquez 5. Paola Troncoso 6. María José Quiroz 7. Francisco "Toto" Acuña 8. Sandra Donoso 9. Gustavo Becerra 10. Julio Jung Duvauchelle 11. Scarleth Ahumada                                                | Ver lista 1. Leo Rey                                                    |        |           | 7.4      | 594,560   | 2º       | 22:42 - 0:46 |
| 8              | 8               | Kike Morandé | Ver lista 1. Humberto "Beto" Espinoza 2. Kurt Carrera 3. Patricio "Pato" Fuentes 4. Christian Henríquez 5. Paola Troncoso 6. María José Quiroz 7. Francisco "Toto" Acuña 8. Belén Mora 9. Sandra Donoso 10. Gustavo Becerra 11. Julio Jung Duvauchelle 12. Scarleth Ahumada                                 | Ver lista 1. Carolina de Moras 2. Paty Cofre                            |        |           | 8.8      | 707,045   | 2º       | 22:41 - 0:49 |

*En base a estimado por IBOPE Kantar a enero de 2025: 80,346

## Temporada 1
| Nº en programa | Nº en temporada | Presentador  | Humoristas | Invitados                                                               | Rating | Rating    | Rating   | Rating    | Rating   | Horario      |
| Nº en programa | Nº en temporada | Presentador  | Humoristas | Invitados                                                               | Peak   | Peak      | Promedio | Promedio  | Posición | Horario      |
| Nº en programa | Nº en temporada | Presentador  | Humoristas | Invitados                                                               | Puntos | Personas* | Puntos   | Personas* | Posición | Horario      |
| -------------- | --------------- | ------------ | --- | ----------------------------------------------------------------------- | ------ | --------- | -------- | --------- | -------- | ------------ |
| 1              | 1               | Kike Morandé | Ver lista 1. Humberto "Beto" Espinoza 2. Kurt Carrera 3. Patricio "Pato" Fuentes 4. Christian Henríquez 5. Paola Troncoso 6. María José Quiroz 7. Francisco "Toto" Acuña 8. Belén Mora 9. Sandra Donoso 10. Gustavo Becerra 11. Julio Jung Duvauchelle 12. Scarleth Ahumada                                 | Ver lista 1. Julio César Rodríguez 2. Paty Cofré 3. Willy Sabor         | 14.9   | 1,197,155 | 12.5     | 1,004,325 | 1°       | 22:40 - 0:03 |
| 2              | 2               | Kike Morandé | Ver lista 1. Humberto "Beto" Espinoza 2. Kurt Carrera 3. Patricio "Pato" Fuentes 4. Christian Henríquez 5. Paola Troncoso 6. María José Quiroz 7. Francisco "Toto" Acuña 8. Belén Mora 9. Sandra Donoso 10. Gustavo Becerra 11. Julio Jung Duvauchelle 12. Scarleth Ahumada                                 | Ver lista 1. Diana Bolocco 2. Hans "Miguelito" Malpartida 3. Jorge Alís | 12.3   | 988,256   | 8.9      | 715,079   | 2°       | 22:41 - 0:53 |
| 3              | 3               | Kike Morandé | Ver lista 1. Humberto "Beto" Espinoza 2. Kurt Carrera 3. Patricio "Pato" Fuentes 4. Christian Henríquez 5. Paola Troncoso 6. María José Quiroz 7. Francisco "Toto" Acuña 8. Belén Mora 9. Sandra Donoso 10. Gustavo Becerra 11. Julio Jung Duvauchelle 12. Scarleth Ahumada 13. Hans "Miguelito" Malpartida | Ver lista 1. Gonzalo Cáceres 2. José Miguel Viñuela                     |        |           | 7.6      | 610,630   | 3°       | 22:41 - 0:51 |
| 4              | 4               | Kike Morandé | Ver lista 1. Humberto "Beto" Espinoza 2. Kurt Carrera 3. Patricio "Pato" Fuentes 4. Christian Henríquez 5. Paola Troncoso 6. María José Quiroz 7. Francisco "Toto" Acuña 8. Belén Mora 9. Sandra Donoso 10. Gustavo Becerra 11. Julio Jung Duvauchelle 12. Scarleth Ahumada 13. Hans "Miguelito" Malpartida | Ver lista 1. Marlen Olivari 2. Marcianeke                               | 11     | 883,806   | 8.6      | 690,976   | 2°       | 22:42 - 0:50 |
| 5              | 5               | Kike Morandé | Ver lista 1. Humberto "Beto" Espinoza 2. Kurt Carrera 3. Patricio "Pato" Fuentes 4. Christian Henríquez 5. Paola Troncoso 6. María José Quiroz 7. Francisco "Toto" Acuña 8. Belén Mora 9. Sandra Donoso 10. Gustavo Becerra 11. Julio Jung Duvauchelle 12. Scarleth Ahumada 13. Hans "Miguelito" Malpartida | Ver lista 1. Paty Cofré 2. Aldo Schiappacasse                           | 11.7   | 940,048   | 8.7      | 699,010   | 2º       | 22:41 - 0:48 |
| 6              | 6               | Kike Morandé | Ver lista 1. Humberto "Beto" Espinoza 2. Kurt Carrera 3. Patricio "Pato" Fuentes 4. Christian Henríquez 5. Paola Troncoso 6. María José Quiroz 7. Francisco "Toto" Acuña 8. Sandra Donoso 9. Gustavo Becerra 10. Julio Jung Duvauchelle 11. Scarleth Ahumada 12. Hans "Miguelito" Malpartida                | Ver lista 1. Bombo Fica 2. "Naya Fácil"                                 | 14     | 1,124,844 | 11.1     | 891,841   | 1°       | 22:42 - 0:48 |
| 7              | 7               | Kike Morandé | Ver lista 1. Humberto "Beto" Espinoza 2. Kurt Carrera 3. Patricio "Pato" Fuentes 4. Christian Henríquez 5. Paola Troncoso 6. María José Quiroz 7. Francisco "Toto" Acuña 8. Sandra Donoso 9. Gustavo Becerra 10. Julio Jung Duvauchelle 11. Scarleth Ahumada                                                | Ver lista 1. Leo Rey                                                    |        |           | 7.4      | 594,560   | 2º       | 22:42 - 0:46 |
| 8              | 8               | Kike Morandé | Ver lista 1. Humberto "Beto" Espinoza 2. Kurt Carrera 3. Patricio "Pato" Fuentes 4. Christian Henríquez 5. Paola Troncoso 6. María José Quiroz 7. Francisco "Toto" Acuña 8. Belén Mora 9. Sandra Donoso 10. Gustavo Becerra 11. Julio Jung Duvauchelle 12. Scarleth Ahumada                                 | Ver lista 1. Carolina de Moras 2. Paty Cofre                            |        |           | 8.8      | 707,045   | 2º       | 22:41 - 0:49 |

*En base a estimado por IBOPE Kantar a enero de 2025: 80,346

## Personajes

### Originales
| Actor               | Personaje        |
| ------------------- | ---------------- |
| Christian Henríquez | Ruperto          |
| Christian Henríquez | Rupertina        |
| Paola Troncoso      | Polilla          |
| Paola Troncoso      | Karateca         |
| Paola Troncoso      | La Chofi         |
| Gustavo Becerra     | Bonifacio        |
| Francisco Acuña     | Huaso Toto       |
| Maria José Quiroz   | Ivanna Lamer     |
| Belén Mora          | La Chuchi        |
| Belén Mora          | Karateca         |
| Kurt Carrera        | Tutu Tutu        |
| Beto Espinoza       | El Fakir         |
| Patricio Fuentes    | Profesor Solomon |

### Imitaciones
| Actor                  | Personaje                                | Persona imitada         |
| ---------------------- | ---------------------------------------- | ----------------------- |
| Toto Acuña             | Lucho Hermosillo                         | Luis Hermosilla         |
| Toto Acuña             | Gabriel (La Casa Presidencial)           | Gabriel Boric           |
| Toto Acuña             | Javierito                                | Javier Milei            |
| Toto Acuña             | Tomás Moschatto                          | Tomás Mosciatti         |
| Toto Acuña             | Rodolfito Carter                         | Rodolfo Carter          |
| María José Quiroz      | Cathyta                                  | Cathy Barriga           |
| María José Quiroz      | Galla Fácil                              | Naya Fácil              |
| María José Quiroz      | Evelyn                                   | Evelyn Matthei          |
| María José Quiroz      | Carolina Toha                            | Carolina Toha           |
| Scarleth Ahumada       | Karol Extra G                            | Karol G                 |
| Scarleth Ahumada       | Dua Lipo                                 | Dua Lipa                |
| Scarleth Ahumada       | Jeanetita (Clan Infantil)                | Jeanette Jara           |
| Scarleth Ahumada       | Jeanette Jara (El Ultimo Debate)         | Jeanette Jara           |
| Gustavo Becerra        | Cris Tetón                               | Cris MJ                 |
| Gustavo Becerra        | Kaiser                                   | J Kaiser                |
| Gustavo Becerra        | Gabrielito (Clan Infantil)               | Gabriel Boric           |
| Kurt Carrera           | Pablo Chicle                             | Pablo Chill-E           |
| Kurt Carrera           | Lalito                                   | Eduardo Frei Ruiz-Tagle |
| Sandra Donoso          | Maite Corsini                            | Maite Orsini            |
| Julio Jung Duvauchelle | Nico                                     | Nicolás Maduro          |
| Miguelito              | Mini Donald                              | Donald Trump            |
| Miguelito              | Kikito                                   | Kike Morandé            |
| Miguelito              | Gonzalo Winter (El Ultimo Debate)        | Gonzalo Winter          |
| Miguelito              | Pig Meo                                  | Marco Enriquez-Ominami  |
| Beto Espinoza          | Don Francisco                            | Don Francisco           |
| Beto Espinoza          | Jaime Mulet                              | Jaime Mulet             |
| Belen Mora             | Iraci Hassler                            | Iraci Hassler           |
| Belen Mora             | Evelyn Matthei                           | Evelyn Matthei          |
| Christian Henríquez    | Maikel Pérez Jackson                     | Michael Jackson         |
| Pato Fuentes           | Gonzalo Winter (entrevista con Mochatto) | Gonzalo Winter          |
| Pato Fuentes           | José Antonio Kast                        | José Antonio Kast       |